# 고카촌 (나가노현 하니시나군)
고카촌(일본어: 五加村)은 일본 나가노현 하니시나군에 있던 촌이다. 현재의 지쿠마시에 해당한다.

## 역사
- 1889년 4월 1일 - 정촌제 시행에 의해 5촌의 구역을 확장해 성립하였다.
- 1955년 7월 1일 - 구 도구라정과 합병해 새로운 도구라정과 하뉴정이 성립하여, 동일 고카촌은 폐지되었다.

## 교통

### 철도
구 촌역에 일본국유철도 신에쓰 본선이 지나가지만 역은 소재하지 않았다

### 도로
- 국도 제18호선

## 참고문헌
- 角川日本地名大辞典 20 長野県